# Амануэль, Миллион
Миллион Амануэль (англ. Million Amanuel, род. 1 января 1991, Асмэра, Эритрея) — эритрейский шоссейный велогонщик.

## Карьера
В 2014 году стал седьмым на Туре Руанды.
В 2015 году принял участие на Африканских играх 2015, проходивших в Браззавиле (Республика Конго). Стал третьим на этапе Тур дю Фасо.
В 2016 году занял третье место на Фенкил Норд Ред Сиа. На Туре Эритреи выиграл этап и занял четырнадцатое место в генеральной классификации.
Стартовал на таких гонках как Тур дю Фасо, Тур Руанды, Тур Египта, Тропикале Амисса Бонго,
Тур Фучжоу, Тур озера Тайху, Тур Индонезии.

## Достижения
2016
5-й этап на Тур Эритреи
3-й на Фенкил Норд Ред Сиа

## Рейтинги
| Год                 | 2014  | 2015  | 2016   | 2017 | 2018   |
| ------------------- | ----- | ----- | ------ | ---- | ------ |
| Мировой рейтинг UCI |       |       | 1300-й | -    | 1116-й |
| Азиатский тур UCI   | -     | -     | -      | -    | 310-й  |
| Африканский тур UCI | 162-й | 212-й | 80-й   | -    | 82-й   |
|                     |       |       |        |      |        |
| Источник: UCI       |       |       |        |      |        |